# Kévin Mayi
Ulrich Kévin Mayi (ur. 14 stycznia 1993 w Lyonie) – gaboński piłkarz grający na pozycji napastnika. Od 2021 jest zawodnikiem klubu Denizlispor.

## Kariera klubowa
Swoją piłkarską karierę Mayi rozpoczął w juniorach takich klubów jak: Cheminots Saint-Priest (2005-2007) i AS Saint-Étienne (2007-2010). W 2010 roku zaczął grać w rezerwach Saint-Étienne, a 7 maja 2012 zaliczył debiut w pierwszym zespole w Ligue 1 w zremisowanym 0:0 domowym meczu z Olympique Marsylia.
Latem 2013 Mayi został wypożyczony do grającego w Ligue 2, Chamois Niortais FC. Swój debiut w nim zanotował 23 sierpnia 2013 w zremisowanym 1:1 wyjazdowym spotkaniu z FC Metz. W Niort grał przez rok.
W sierpniu 2014 Mayi odszedł z Saint-Étienne do Gazélec Ajaccio. Zadebiutował w nim 22 sierpnia 2014 w wygranym 4:3 wyjazdowym meczu z Clermont Foot 63. W debiucie strzelił dwa gole. W sezonie 2014/2015 awansował z nim z Ligue 1 do Ligue 2, a w sezonie 2015/2016 spadł z nim do Ligue 2.
W lipcu 2016 Mayi został zawodnikiem holenderskiego NEC Nijmegen. Swój debiut w nim zanotował 5 sierpnia 2016 w zremisowanym 1:1 domowym spotkaniu z PEC Zwolle. W sezonie 2016/2017 spadł z NEC z Eredivisie do Eerste divisie.
W sierpniu 2017 Mayi wrócił do Francji i został piłkarzem Stade Brestois 29. Swój debiut w tym klubie zaliczył 11 września 2017 w zwycięskim 1:0 wyjazdowym meczu ze Stade de Reims. W sezonie 2018/2019 wywalczył z Brestem awans z Ligue 2 do Ligue 1.
1 września 2020 Mayi podpisał kontrakt z tureckim Ümraniyesporem, grających w TFF 1. Lig. Zadebiutował w nim 12 września 2020 w wygranym 2:1 domowym spotkaniu z Bandırmasporem. Strzelił w nim gola. W Ümraniyesporze spędził rok.
We wrześniu 2021 Mayi odszedł z Ümraniyesporu do Denizlisporu. Swój debiut w nim zanotował 27 września 2021 w przegranym 2:3 domowym meczu z Samsunsporem, ale w debiucie strzelił gola.
| Sezon   | Klub                | Kraj     | Rozgrywki  | Mecze | Gole |
| ------- | ------------------- | -------- | ---------- | ----- | ---- |
| 2010/11 | AS Saint-Étienne B  | Francja  | CFA        | 5     | 3    |
| 2011/12 | AS Saint-Étienne    | Francja  | Ligue 1    | 1     | 0    |
| 2011/12 | AS Saint-Étienne B  | Francja  | CFA        | 17    | 4    |
| 2012/13 | AS Saint-Étienne    | Francja  | Ligue 1    | 7     | 0    |
| 2012/13 | AS Saint-Étienne B  | Francja  | CFA        | 13    | 1    |
| 2013/14 | Chamois Niortais FC | Francja  | Ligue 2    | 23    | 3    |
| 2014/15 | Gazélec Ajaccio     | Francja  | Ligue 2    | 28    | 6    |
| 2015/16 | Gazélec Ajaccio     | Francja  | Ligue 1    | 23    | 3    |
| 2016/17 | NEC Nijmegen        | Holandia | Eredivisie | 26    | 4    |
| 2017/18 | Stade Brestois 29   | Francja  | Ligue 2    | 14    | 0    |
| 2018/19 | Stade Brestois 29   | Francja  | Ligue 2    | 25    | 2    |
| 2019/20 | Stade Brestois 29   | Francja  | Ligue 1    | 2     | 0    |
| 2020/21 | Ümraniyespor        | Turcja   | TFF 1. Lig | 25    | 4    |

## Kariera reprezentacyjna
W reprezentacji Gabonu Mayi zadebiutował 25 marca 2021 w wygranym 3:0 meczu kwalifikacji do Pucharu Narodów Afryki 2021 z Demokratyczną Republiką Konga, rozegranym we Franceville. W 2022 roku został powołany do kadry na Puchar Narodów Afryki 2021. Na tym turnieju rozegrał jeden mecz, grupowy z Marokiem (2:2).